# Zagrosiella moralesi
Zagrosiella moralesi är en insektsart som beskrevs av Mirzayans 1991. Zagrosiella moralesi ingår i släktet Zagrosiella och familjen vårtbitare. Inga underarter finns listade i Catalogue of Life.